# 箱崎みどり
箱崎 みどり（はこざき みどり、1986年11月12日 - ）は、ニッポン放送CP局アナウンス室所属のアナウンサー。現姓：非公表。愛称は、はこちゃん。

## 来歴
東京都目黒区出身。昭和女子大学附属昭和中学校・高等学校卒業。2009年3月、東京大学教養学部総合社会科学分科卒業、同年4月、東京大学大学院総合文化研究科比較文学比較文化専攻過程に進学し、2011年同修士課程修了。
幼少期より読書が好み、小学生の頃から国語の授業で行われる朗読が好きであった。高校時代は放送部に所属しており、言葉を伝えるアナウンスの技術を磨いていた。高校生を対象としたNHK杯全国高校放送コンテスト・関東地区大会に出場したが4位入賞止まりであった。そのため、アナウンサーになる夢を諦めかけたこともあったが、大学院卒業間近の就職活動時に「人生一度きりだから」と奮起して金融業界などの総合職と併願で、アナウンサーとして各放送局に志願し受験したところニッポン放送に合格する。同社に2011年4月入社。元アナウンスルームの同僚である五戸美樹とは同学年に当るが、大学院を卒業しての入社年次のため、2年後輩になる。
アナウンサー研修後の2011年7月15日、『垣花正のあなたとハッピー!』の中継コーナーにて初鳴き披露。以降、中継リポーターを経て、番組アシスタントを担当。また、2012年12月18日に同社の『ストップ！飲酒運転キャンペーン』にて、『あなたとハッピー!』の共演者でアナウンサールームの先輩である垣花正と演歌歌手の山内惠介とで丸の内警察署の一日署長に就任した。
2014年10月、入社前から交際していた5歳年上の大学の先輩と結婚。
2016年5月に第一子となる長女を出産。2019年に第二子となる男児を出産。いずれも産前産後に伴う育休を取得した。2021年3月1日より職場に復帰。第一子の育休含め、認可保育園の受入れ不承諾が続いたためやや長期間の育休となった。
「育休中に何かしら活動すること」を実父に勧められ、第一子の時は以前から興味のあった気象予報士の勉強に励み資格を取得。第二子の時は第一級陸上無線技術士を取得した。

## 人物
- 大学生時分はアルバイトにも励み、駒場キャンパスの事務管理、大学院在学中はZ会の御茶ノ水教室にて塾講師を務めていた[7]。
- 三国志が好きである。修士論文も三国志をテーマに執筆した[8]
- 弟も東京大学卒業（理科三類→医学部医学科[7]）。
- 父は防衛医科大学校を卒業した医師で、元防衛省の医官[9]。
- マンガやアニメの視聴を趣味とし、『夕暮れWONDER4』で代理パーソナリティを務めた際にマンガだけでテーマトークを構成した。
- 祖父の影響もあり読売ジャイアンツのファンを公言しており、小学生の頃からの高橋由伸のファンである[6][10]。

## 出演番組

### 現在
- ニッポン放送ショウアップナイター（2021年3月31日 - 〈提供ナレーション〉、2021年度・2022年度〈水曜日・スタジオ担当〉、2023年度〈火曜日・スタジオ担当〉）
- 以下定時ニュース、天気予報、交通情報担当（2017年4月2日 - 10月1日、2021年4月4日 - ）※2021年10月23日以降は土曜担当
  - ゴッドアフタヌーン アッコのいいかげんに1000回[注 2]
  - サンドウィッチマン ザ・ラジオショーサタデー
- 伊集院光のタネ（2023年10月3日 - ）※不定期パートナー
- うどうのらじお（2023年10月6日 - ）※「街かどステーション 噂を求めてどこまでも!」リポーター
- いま、地球がアツい！（2025年4月6日 - ）

### 過去
- 高嶋ひでたけのあさラジ!（2013年4月3日 - 2016年3月23日） - アシスタント
- テリー伊藤のフライデースクープ そこまで言うか!（2012年10月5日 - 2013年3月29日） - アシスタント
- 東京国際空港ターミナル TIAT プレゼンツ Haneda Happy New Days（2014年3月31日 - 9月22日） - パーソナリティ
- 八木亜希子 LOVE&MELODY（2015年10月 - 12月、2017年4月 - 2018年3月） - 「週末ナビ　いきなり一緒にリポーター」担当
- スイスイサタデー カロ・ソリーゾ（2017年4月 - 9月） - リポーター
- 垣花正 あなたとハッピー!（2011年7月15日 - 2013年3月29日〈商店街リポーター〉、2018年11月22日・23日〈代理パートナー〉）
- 上柳昌彦・山瀬まみ ごごばん!フライデースペシャル（2012年4月6日 - 9月28日） - 「噂を求めてどこまでも!」リポーター
- ネットワーク探偵団（2017年10月 - 2018年4月1日） - 団長
- ニッポン放送ショウアップナイター（2017年度） - 火曜スタジオ担当
  - ショウアップナイターハイライト - 2017年度
- 草野満代 夕暮れWONDER4（2018年4月2日 - 2019年5月23日） - パートナー、気象情報
- 箱崎みどり BOOK & MUSIC SHELF（2021年6月28日 - 9月27日） - パーソナリティ
- ミュージックスクランブル（2017年10月2日 - 2019年5月31日）※NRN裏送り - パーソナリティ
- ゲンナイ製薬株式会社プレゼンツ 笑顔のミナモト （2017年3月9、16日、2018年5月21、28日）※公開収録時のみ - アシスタント
- サタデー知っとかナイツ（2011年10月8日 - 2012年3月30日） - アシスタント
- 石ちゃん音楽堂（2012年7月4日 - 8月31日） - アシスタント
- 須田慎一郎のニュースアウトサイダー（2019年1月5日、12日） - トークゲスト
- 土屋礼央 レオなるど（2018年12月19日） - 代理アシスタント
- 飯田浩司のOK! Cozy up!（2018年9月17日、2021年9月3日） - 代理アシスタント
- ザ・ボイス そこまで言うか!（2012年11月7日、2013年9月24日・25日、2014年7月9日、2017年3月9日、7月5日、 2018年2月13日） - 代理パーソナリティ
- クローズアップミュージック（2011年10月3日 - 2012年3月30日）※NRN系列裏送り
- オールナイトニッポンGOLD app10.jp（2011年8月12日） - 代理パーソナリティ
- みんなで学ぶ 藤沢久美のラジオ経済学（2012年4月2日、9日） - 代理パートナー
- 鶴光・美和子噂のゴールデンリクエスト（2021年10月14・21日、11月4・18日） - 木曜代理アシスタント（『噂のゴールデンアワーズ』[11]）
- ゴッドアフタヌーン アッコのいいかげんに1000回（2022年2月26日、3月5日、2023年7月29日） - 代理アシスタント
- ラジオ情熱ラボ〜ビジネスの先に〜（2022年7月 - 8月） - 八木ひとみ産休に伴う代理MC
- 以下特別番組
  - ローソンPresents ホリデーかしましラジオ〜パスタ屋2周年記念 焼きパスタのキャッチコピーを考えよう〜（2011年9月19日、10月10日） - パーソナリティ
  - 垣花正の今夜はバリバリNight[12]（2012年8月20日） - スタジオ担当
  - 明日からスペシャルウィーク ニッポン放送（2012年4月15日） - パーソナリティ
  - ありがとう45年! オールナイトニッポン大百科（2012年4月16日） - アシスタント
  - 金子達仁のナイタースペシャル〜開幕直前!ロンドンスペシャル〜（2012年7月24日） - アシスタント
  - アユカワタカヲの不動産最前線！2019〜春〜（2019年3月24日） - アシスタント
  - コーエーテクモゲームスpresents 三國志 覇道ナイト（2021年4月3日） - アシスタント
- 以下定時ニュース、天気予報、交通情報担当
  - 辛坊治郎ズーム そこまで言うか!
  - SHELLY GO ROUND
  - 三宅裕司のサンデーヒットパラダイス
  - ゴッドアフタヌーン アッコのいいかげんに1000回
  - Billboard JAPAN HOT100 COUNTDOWN
  - 三宅裕司のサンデーヒットパラダイス
  - 土田晃之 日曜のへそ
  - 笑福亭鶴瓶 日曜日のそれ
  - ホリデースペシャル「私をキャンプに連れてって! in 成田ゆめ牧場」（2013年9月16日）
  - 鶴光・美和子の浅草ヘルスセンター（2013年9月16日）
  - ゲッターズ飯田 ラジオで占いまSHOW

### CM
- 日本空港ビルデング
- 明星食品
- フライスター
- ワタミ
- 成田国際空港
- 平川商事ARROW
- タカラレーベン
- 三基建設
- サンハッピー
- セブン&アイ・ホールディングス
- 古美術永澤
- ジャパンニューアルファ
- 糖業協会
- 平松剛法律事務所
- てけてけ
- 元旦ビューティ工業
- TVnavi
- 産経新聞
- 日本建設工業
- セノン
- 三基建設
- セゾンファンデックス
- ポイズ
- ダイレクトワン
- 築地本願寺
- akippa
- アパホテル
- ケイズリング
- ケーダッシュセカンド
- 幻冬舎 - ゲッターズ飯田の五星三心占い
- R&D

## 作品

### 著書
- 『愛と欲望の三国志』（2019年8月21日、講談社）ISBN 978-4065171912

### 執筆
コラム
- BIG BIRD press（日本空港ビルデング）※箱崎みどりのListen to HANEDA![13] - 2014、2015年度